# Maciejewski-Kapelle
Die Maciejewski-Kapelle (polnisch Kaplica Maciejowskiego) ist eine der 19 Kapellen, die die Krakauer Kathedrale umgeben. Sie steht unter dem Patrozinium des Heiligen Thomas sowie der Unsere Liebe Frau vom Schnee und befindet sich im nördlichen Chorumgang.

## Geschichte
Die Renaissance-Kapelle wurde 1550 für Bischof Samuel Maciejowski anstelle einer gotischen Kapelle aus dem 14. Jahrhundert, in der Bischof Florian Mokrski bestattet wurde, errichtet. Das bronzene Eingangsgitter schuf Hans Vischer aus Nürnberg. Das Grabmal Samuel Maciejowskis schuf 1552 Giovanni Maria Mosca. Kardinal Bernard Maciejowski ließ 1602 die frühbarocken Fresken in der Kuppel malen, die die Legende Unsere Lieben Frau vom Schnee darstellen. Den spätbarocken Altar schuf Francesco Placidi im 18. Jahrhundert. Anfang des 20. Jahrhunderts wurde die Kapelle unter der Leitung von Zygmunt Hendel restauriert. Die Malerarbeiten führte Aleksander Borawski aus und Sławomir Odrzywolski schuf das neue Eingangsgitter.

## Krypta
In der Kapelle wurde bestattet:
- Bischof Samuel Maciejowski

## Quelle
- Michał Rożek: Krakowska katedra na Wawelu. Wydawnictwo św. Stanisława BM Archidiecezji Krakowskiej, Kraków 1989